# Joseph G. Wilson
Joseph Gardner Wilson (* 13. Dezember 1826 in Acworth, New Hampshire; † 2. Juli 1873 in Marietta, Ohio) war ein US-amerikanischer Jurist und Politiker. Im Jahr 1873 vertrat er den Bundesstaat Oregon im US-Repräsentantenhaus.

## Werdegang
Joseph Wilson zog im Jahr 1828 mit seinen Eltern nach Cincinnati in Ohio. Später siedelten sie sich dann im Hamilton County an. Dort besuchte Joseph bis 1840 die öffentlichen Schulen. Zwischen 1840 und 1842 war er auf der Cary’s Academy und bis 1846 am Marietta College. Nach einem abschließenden Jurastudium an der Cincinnati Law School und seiner 1852 erfolgten Zulassung als Rechtsanwalt zog er über den Oregon Trail in das damalige Oregon-Territorium, wo er in Salem als Anwalt arbeitete.
Im Jahr 1853 wurde er Protokollist im territorialen Repräsentantenhaus. Zwischen 1860 und 1862 war er Bezirksstaatsanwalt im Marion County und von 1864 bis 1866 sowie zwischen 1868 und 1870 war er Richter am Obersten Gerichtshof des Staates Oregon. Danach praktizierte er wieder als Rechtsanwalt.
Wilson war Mitglied der Republikanischen Partei. 1870 kandidierte er erfolglos für das US-Repräsentantenhaus. Bei den nächsten Kongresswahlen im Jahr 1872 wurde er dann als Abgeordneter in den Kongress gewählt. Seine dortige Amtszeit begann am 4. März 1873. Joseph Wilson konnte sein Mandat aber nicht ausüben: Er starb noch vor der ersten Sitzung des neuen Kongresses auf dem Weg nach Washington am 2. Juli 1873.
Seit 1854 war Joseph Wilson mit seiner Frau Elizabeth verheiratet. Das Paar hatte vier gemeinsame Kinder. Sein Sitz im Repräsentantenhaus fiel nach seinem Tod an seinen Cousin James Nesmith.